# Велоспорт на летних Олимпийских играх 1904
Соревнования по велоспорту на III летних Олимпийских играх прошли со 2 по 5 августа. В них участвовали 32 спортсмена (все они были из США), причём известны имена только 18 из них. Только на этих Играх все дистанции измерялись в милях, и проходили гонки на четверть, треть, половину и одну целую мили, а также на 2, 5 и 25 миль.

## Медали

### Общий медальный зачёт
(Жирным выделено самое большое количество медалей в своей категории; принимающая страна также выделена)
| Общее количество медалей |        |        |         |        |       |
| Место                    | Страна | Золото | Серебро | Бронза | Всего |
| 1                        | США    | 7      | 7       | 7      | 21    |

### Медалисты
| Дисциплина | Золото             | Серебро              | Бронза               |
| 0,25 мили  | Маркус Харли США   | Бартон Даунинг США   | Тедди Биллингтон США |
| 0,33 мили  | Маркус Харли США   | Бартон Даунинг США   | Тедди Биллингтон США |
| 0,5 мили   | Маркус Харли США   | Тедди Биллингтон США | Бартон Даунинг США   |
| 1 миля     | Маркус Харли США   | Бартон Даунинг США   | Тедди Биллингтон США |
| 2 мили     | Бартон Даунинг США | Оскар Гёрке США      | Маркус Харли США     |
| 5 миль     | Чарльз Шли США     | Джордж Уайли США     | Артур Эндрюс США     |
| 25 миль    | Бартон Даунинг США | Артур Эндрюс США     | Джордж Уайли США     |